# Шаеш (Муреш)
Шаеш (рум. Șaeș) насеље је у Румунији у округу Муреш у општини Аполд. Oпштина се налази на надморској висини од 398 m.

## Становништво
Према подацима из 2002. године у насељу је живело 1196 становника.

### Попис2002.
| Расподела становништва по националности 2002.‍ | Расподела становништва по националности 2002.‍ | Расподела становништва по националности 2002.‍ | Расподела становништва по националности 2002.‍ | Расподела становништва по националности 2002.‍ |
| --------------------------------------------- | --------------------------------------------- | --------------------------------------------- | --------------------------------------------- | --------------------------------------------- |
|                                               |                                               |                                               |                                               |                                               |
| Румуни                                        | Румуни                                        |                                               | 1.117                                         | 93,4%                                         |
| Мађари                                        | Мађари                                        |                                               | 19                                            | 1,6%                                          |
| Роми                                          | Роми                                          |                                               | 50                                            | 4,2%                                          |
| Немци                                         | Немци                                         |                                               | 10                                            | 0,8%                                          |